# Alope (Locride Ozolia)
Alope (in greco antico: Αλόπη?) era una polis dell'antica Grecia ubicata nella Locride Ozolia.

## Storia
Non è noto il luogo esatto in cui era ubicata. Soltanto Strabone la localizza nella Locride Ozolia e la distingue da altre due città dello stesso nome, una nella Locride orientale e l'altra nella Ftiotide. Aggiunge che la città si trovava nella Locride Ozolia ed era colonia della Locride Epicnemidia.